# 高木マーガレットのMO-E-KA
『高木マーガレットのMO-E-KA』（たかぎマーガレットのもぉ〜えぇか）は、静岡放送（SBSラジオ）で2023年4月9日から2025年3月30日まで放送されていたラジオ番組である。
2023年4月に行われた番組改編に伴い放送開始（毎週日曜日15:00 - 17:00）。
2024年4月に行われた番組改編に伴い放送曜日と時間の変更（毎週水曜日21:00 - 22:00、毎週日曜日14:00 - 15:00再放送）｡3月迄は生放送だったが時間移動後は収録放送となる。

## 概要
彼女の日本名「萌香」が由来の番組｡ちょっぴり憂鬱な日曜の合言葉は「もぉ〜えぇか！」元SBSアナウンサー高木マーガレットが最新音楽や女性目線のトレンドを紹介｡バイリンガルな彼女の洋楽解説も！
オンエアでの番組紹介は「みなさんの一週間の疲れやモヤモヤなどを、もぉ〜えぇか〜と吹っ飛ぶようなグッドミュージック、その他トレンド情報、楽しいトークをお届けします」と紹介している。
番組のジングルは初回放送ゲストであり高木マーガレットの友人でもある竹内アンナが二つ返事で了承し制作。
さらに、番組オープニングは「alright」、エンディングは「RIDE ON WEEKEND」と竹内アンナの楽曲になっている。
番組のオンエア終了後、その日にオンエアされた楽曲は番組のSpotifyプレイリストにアップされる。
番組ステッカーとグッズは「今週のもぉ〜えぇか！大賞」と、普通に送られてきたメッセージから選ばれる「あんたが大賞」で当選となる。
辞書の【もぉ〜えぇか！】の意味に「浄化」と掲載されることを目論んでいる。番組内では「もぉ〜えぇか！」のサンプラーが流れることで直前のトークに何かあったとしても浄化される。
「MO-E-KA」リスナーのことは”もえっぴー”と呼ばれる。。

## パーソナリティ
- 高木マーガレット

## 放送時間（2024年4月から）
- 毎週水曜 21:00 - 22:00
- 毎週日曜 14:00 - 15:00（再放送）

## タイムテーブル（2024年4月から）
- OP
- Maggie’s News Selection
- 今週のリクエスト紹介してもぉ〜えぇか〜？
- 今週のもぉ〜えぇか！
- Maggie’s  High Five

## コーナー（2024年4月から）
- Maggie’s News Selection

気になるトピックスをいくつかピックアップ。ニュースキャスターの高木マーガレットが紹介する
- 今週のリクエスト紹介してもぉ〜えぇか〜？

リスナーからのリクエストを紹介する。常時募集のコーナー。
- 今週のもぉ〜えぇか！

今週リスナーが「もぉ〜えぇか！」と、あきらめたり、ゆるしたり、吹き飛ばしたこと、などを募集して紹介する。常時募集のコーナー。
- Maggie’s  High Five

いろんなジャンルのベスト5やトップ5などアンケートやランキングを発表したり、番組独自のアンケートの集計を行い上位５つを紹介する

## 放送時間（2024年3月31日まで）
- 毎週日曜 15:00 - 17:00
  - 不定期にボートレースラジオ実況中継（文化放送よりSG・PG1競走優勝戦開催日（主に16時30分頃発送。ナイターレースを除く））には、その分終了時刻が繰り上がった。

## タイムテーブル（2024年3月31日まで）
- 15:00	- OP
- 15:05	- 交通情報
- 15:07	- 天気予報
- 15:08	- メッセージテーマ
- 15:14	- Maggie’s News Selection
- 15:30	- What's Buzzing?
- 15:47	- ゲストコメント
- 15:55	- 静岡新聞ニュース・天気予報
- 16:05	- 交通情報
- 16:07	- 今週のもぉ〜えぇか！
- 16:11	- Music & Cinema Vibes
- 16:31	- Oldies but Goodies
- 16:45	- Maggie’s  High Five

## コーナー（2024年3月31日まで）
- Maggie’s News Selection

気になるトピックスをいくつかピックアップ。ニュースキャスターの高木マーガレットが紹介する
- What’s Buzzing

世の中で話題になっている事や人、そして高木マーガレットが今話してみたい人などを取り上げる
- Oldies but Goodies

古い曲だけど色あせないエバーグリーンな名曲を紹介する
- 今週のもぉ〜えぇか！

今週リスナーが「もぉ〜えぇか！」と、あきらめたり、ゆるしたり、吹き飛ばしたこと、などを募集して紹介する。毎回メインのメッセージテーマとは別にオンエア中に常時募集テーマのコーナー。番組ラストには「今週のもぉ〜えぇか！大賞」が発表される
- Music & Cinema Vibes

今、抑えておきたい注目アーティストや高木マーガレットいち推しの映画を紹介する
- Maggie’s  High Five

いろんなジャンルのベスト5やトップ5などアンケートやランキングを発表したり、番組独自のアンケート投票を行い紹介する

## 公開生放送・イベント・他
- 2023年8月20日、『高木マーガレットのMO-E-KA』の時間帯に、特別番組「IAE presents夏まつりスペシャル～ハリウッドザコシショウがやってくる～」（駿府城夏まつり）に鉄崎幹人、堀葵衣、山﨑加奈と共にMC出演（これによりMO-E-KAはお休み）[6][7]
 MO-E-KA番組オリジナルグッズ[8]の販売も行った[9]
 ・MO-E-KAオリジナル「フラッグペン」
 ・オリジナルフレグランス
- 2025年1月1日、『高木マーガレットのMO-E-KA』が2024年4月から収録放送となってからリモートによる初の生放送を行った[10]